# Maison du développement durable

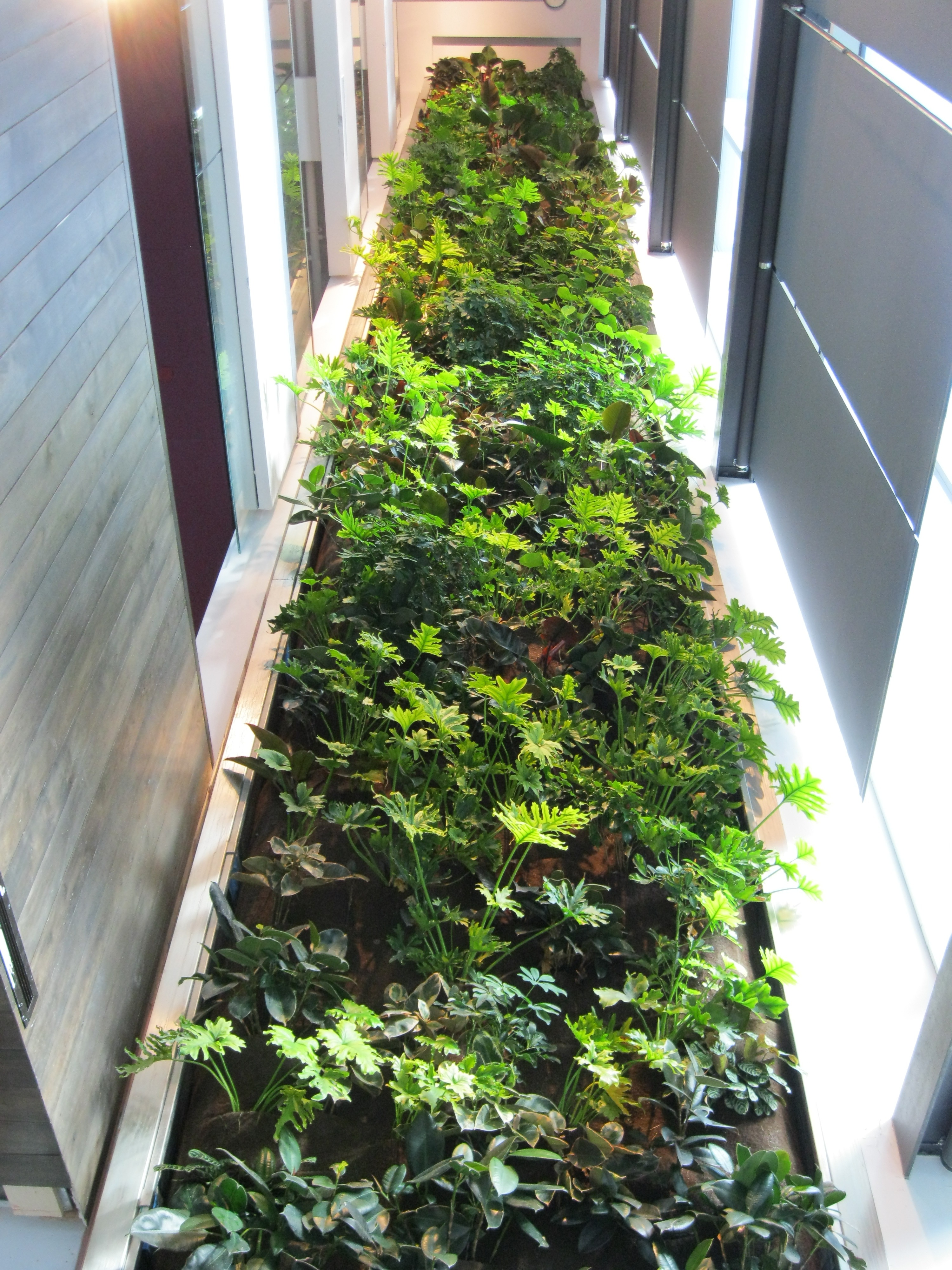
Mur végétal de la Maison

La Maison du développement durable (MDD), située au coin des rues 
Clark et Sainte-Catherine, est le premier édifice  commercial certifié « LEED platine nouvelle construction » dans le centre-ville d'une grande agglomération québécoise. Cette certification lui a été accordée officiellement le 30 avril 2013.
La MDD abrite divers organismes à vocation sociale et environnementale, permettant la mise en commun de ressources, en plus d'être un pôle de réflexion, d’éducation, d’innovation et de rencontres sur le développement durable. Ouvert au public, il offre un parcours d'interprétation, également accessible de façon virtuelle, ainsi que des outils éducatifs sur le développement durable et constitue pour les chercheurs canadiens un outil de recherche sur le bâtiment écologique.

## Origine du projet et participants
En 1987, le Rapport Brundtland réclame des politiques assurant la protection de l’environnement, la participation des citoyens au développement ainsi qu'une utilisation des ressources qui réponde aux besoins tout en préservant l’avenir des générations futures, sans être orientée d’abord vers le profit. Fondée en 1993, l'association Equiterre se demandait « comment faire avancer l’industrie du bâtiment en termes d’impacts environnementaux ». Le projet d'une Maison occupée en partenariat avec d'autres ONG est né au début des années 2000, mais il a pris huit années avant de se concrétiser. La construction de la MDD a débuté au printemps 2010 et s'est terminée en septembre 2011. Propriété d’une organisation sans but lucratif contrôlée par ses membres, elle a été officiellement inaugurée le 6 octobre 2011. Depuis sa création, elle propose au public une programmation d’activités diversifiées, un centre de ressources sur le développement durable ainsi qu’un centre d’interprétation du bâtiment durable avec son parcours d’interprétation.
Situé tout juste à côté du Théâtre du Nouveau Monde dans le Quartier des spectacles, cet édifice de cinq étages avec une surface de 65 000 pieds carrés (6 038 m2) accueille les bureaux de ses membres fondateurs : CPE le Petit Réseau, Équiterre, Environnement JEUnesse, Conseil régional de l'environnement de Montréal, Regroupement national des conseils régionaux de l'environnement du Québec, Option consommateurs, Vivre en Ville et Amnistie Internationale. On y trouve également une dizaine de locataires notamment la Fondation David Suzuki, Dunsky Expertise en énergie, FSC Canada, Humanité et Inclusion ainsi que Réalité climatique Canada. Au total vingt-deux organismes sont installés dans la MDD. En 2016, elle abritait 80 enfants et 169 employés à plein temps.
Les plans ont été réalisés par la firme Menkes Shooner Dagenais Letourneux architectes. Le coût de la Maison, évalué à 27 millions de dollars, a été financé par plus de 45 partenaires et donateurs privés, outre des contributions du gouvernement du Québec, de la Ville de Montréal, d'Hydro-Québec et d'Alcoa, qui en est le principal partenaire.

## Caractéristiques
Selon le témoignage d'un des promoteurs, « Au départ, notre rêve était de produire de l’énergie décentralisée, avec des éoliennes, du solaire, mais dans les faits, la priorité est devenue perdre le moins d’énergie possible. Et le bâtiment est tellement efficace qu’on doit le chauffer moins que prévu, car sinon il fait trop chaud. ».
Afin d'atteindre une efficacité énergétique maximale, les ingénieurs ont travaillé sur l'étanchéité du bâtiment. L'enveloppe extérieure offre une isolation thermique supérieure et toutes les fenêtres sont à verre triple avec deux pellicules de basse émissivité.
L'énergie géothermique provient de 28 puits de 152m de profondeur creusés sous le site et dans lesquels on a inséré des tuyaux de polyéthylène reliés à une salle des machines. Ce système permet de répondre à 80 % des besoins de chauffage et entièrement aux besoins de climatisation. En hiver, un chauffage d'appoint au gaz naturel répond au reste des besoins. Outre les importantes économies d’énergie, ce système requiert peu d’entretien et nécessite une salle mécanique plus petite avec moins d’équipements.
Une toiture végétale comportant un choix de 14 variétés de sedum est disposée sur un « substrat composé de matériaux absorbant l’humidité, telles l’argile, l’ardoise et la pierre à savon », ce qui permet d’entretenir les plantes sans arrosage artificiel. Ce toit vert de 800 m2, d'une faible épaisseur (7 cm) afin de ne pas alourdir la structure, « permet à la Maison de réduire les îlots de chaleur, sa consommation énergétique et l’apport du bâtiment aux épisodes de débordement des eaux usées des usines d’épuration. » La MDD dispose également d'un mur végétal de cinq étages de hauteur, qui agit comme un biofiltre afin de réduire la quantité de polluants dans l’air ambiant du bâtiment et d'un système de récupération des eaux de pluie en vue de leur utilisation dans les toilettes. Toutefois, les responsables reconnaissent que les coûts associés à l'entretien du toit et du mur végétal « représentent un défi continuel pour l’équipe de gestion. »
Un plénum (espace vide) de 305 mm de hauteur entre la dalle de béton et la surface du plancher sert de conduit pour l'alimentation en air de ventilation : « ce système nécessite moins d‘énergie que la ventilation conventionnelle parce qu’il permet d’alimenter les bureaux en air à basse vitesse, par le bas, directement dans l’espace occupé par l’employé. » Cela entraîne « une économie d’énergie d’environ 15 %, un confort accru et de la flexibilité lors de la reconfiguration des réseaux de câblage. »
La consommation d'électricité est également réduite grâce à un positionnement des fenêtres qui maximise l’entrée de lumière naturelle et un système de gestion de l'air. Un compteur affiche en temps réel les économies d'énergie réalisées depuis l'ouverture du bâtiment. Une étude réalisée en 2016 établit que la MDD consomme moins d’énergie que 84 % des bâtiments de sa catégorie dans la même zone climatique.
Au moins 50 % du bois neuf utilisé dans le bâtiment provient de forêts certifiées FSC (Forest Stewardship Council). Au moins 15 % du poids des matériaux est constitué de matières recyclées: les panneaux de gypse utilisés sont faits de matériaux recyclés à 99 % et la laine isolante à 70 %. Les comptoirs des cinq cuisinettes du bâtiment sont constitués à 93 % de verre recyclé.
Au total, 87 matériaux écologiques ont été utilisés dans le bâtiment, allant de l'isolation au revêtement des comptoirs. Compte tenu du fort coût environnemental de la production de ciment, « De 10 à 20 % de la masse du ciment Portland contenu dans le béton a été remplacée par des cendres volantes, un résidu des centrales thermiques au charbon. Cet apport cimentaire concerne l’ensemble du béton d’usage général utilisé dans la Maison du développement durable. D'autre part, la Maison du développement durable a procédé à la mise en place de deux dalles de béton expérimentales (pourvues d'équipement de mesurage) constituées en partie de verre de bouteilles recyclées broyées. »
Un parc adjacent à l’édifice permet à la fois la réduction des eaux de ruissellement et la réduction des îlots de chaleur en plein cœur du centre-ville montréalais.
Alors qu'elle émettait une moyenne de 13,2 tonnes de GES au cours de ses trois premières années, la MDD a pu réduire celles-ci à une moyenne annuelle de 9 tonnes à partir de 2015, grâce à des modifications apportées à la mécanique du bâtiment.
Outre sa certification LEED, la MDD est certifiée par le programme ICI ON RECYCLE de Recyc-Québec pour, entre autres, ses méthodes de gestion des matières résiduelles.

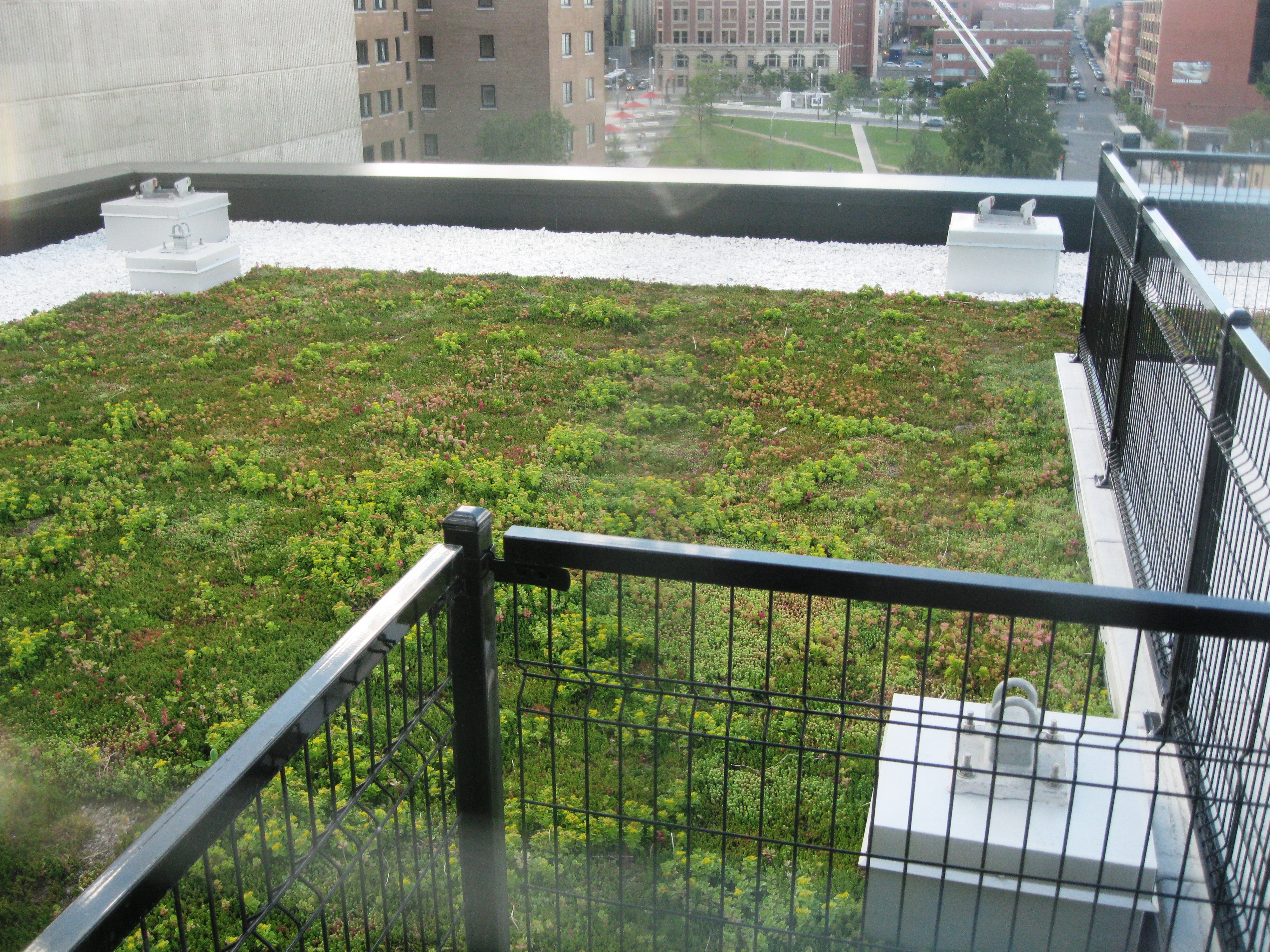
Toit vert de la Maison
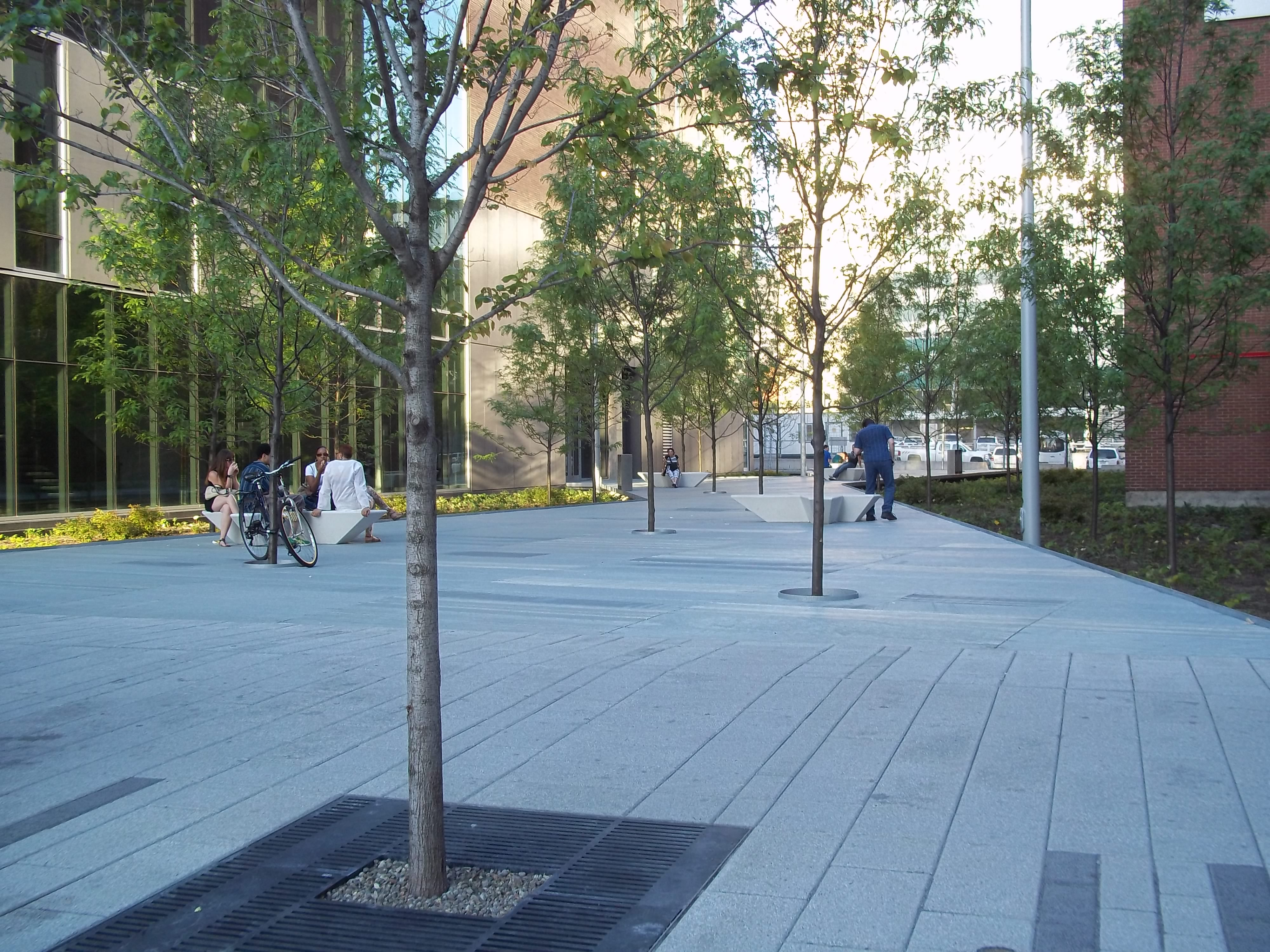
Parc Hydro-Québec (adjacent à la Maison)
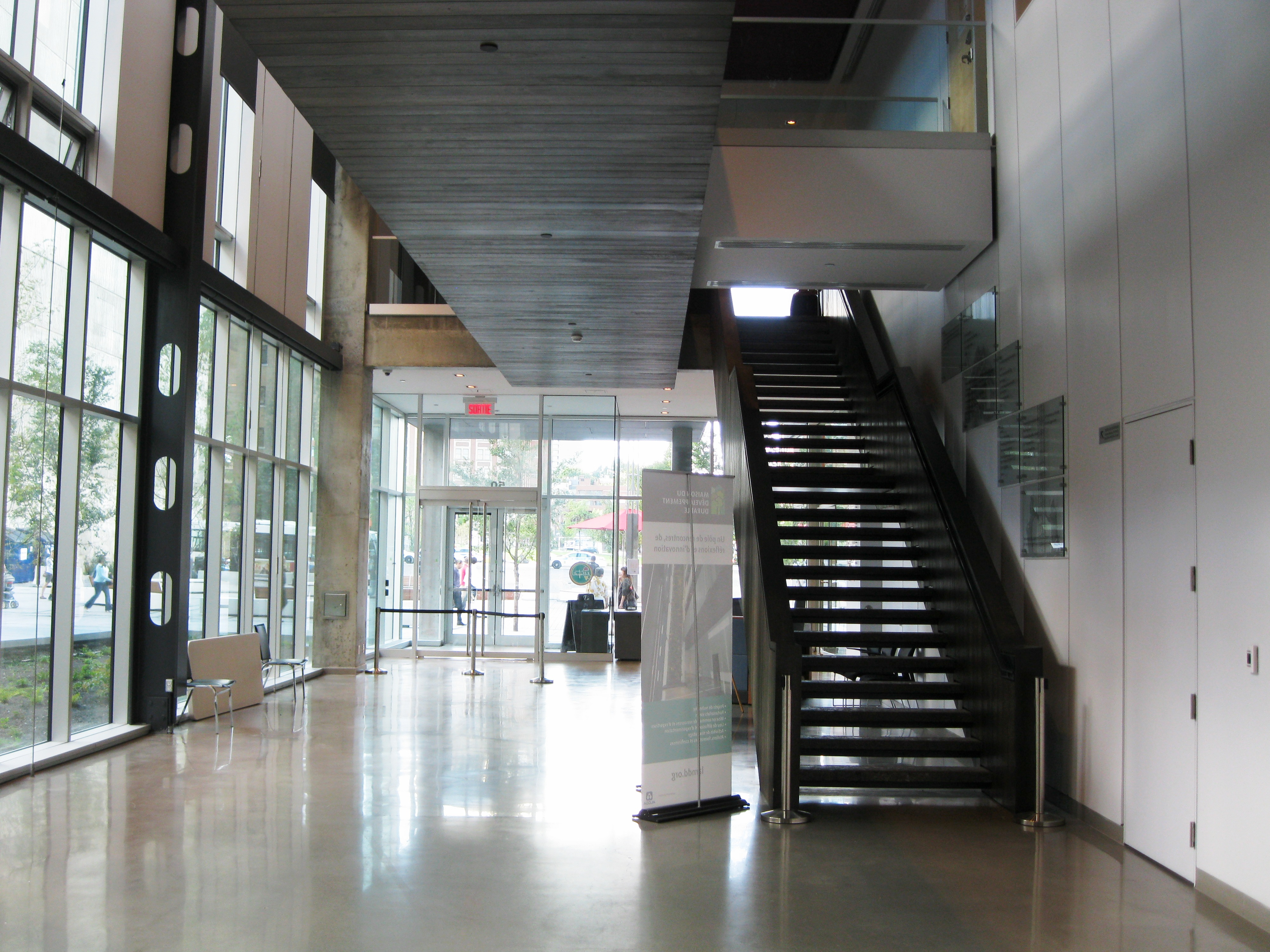
Atrium de la Maison

## Défis lors de la construction
Lors de la construction de la MDD, certains défis ont été rencontrés, particulièrement au niveau des objectifs environnementaux. En 2019, une étude post-occupation fut réalisée par la Chaire Fayolle-Magil Construction en architecture, bâtiment et durabilité de l’Université de Montréal et l’OBNL Équiterre, un des membres originaux de la Maison du développement durable.
Cette étude a relevé plusieurs problèmes importants rencontrés lors de la construction et à la suite de son inauguration, et soulève les compromis que la MDD a dû faire pour le bien et la pérennité du bâtiment. Un des problèmes rencontrés fût celle-là qualité de l’air versus la performance d’énergie. La MDD possède des planchers surélevés pour améliorer l’efficacité d’énergie, toutefois, comme dans plusieurs constructions, les solutions d’efficacité énergétique peuvent venir affecter la qualité de l’air. C’est ce qui a été réalisé lors de la construction dans le cas de MDD, des compromis ont donc dû être faits pour de ne pas compromettre la qualité de l’air et le confort des occupants.
Un autre enjeu fut celui celle l’innovation en contraste avec la maintenance du bâtiment à long terme. Les occupants de la MDD souhaitaient que le bâtiment se distingue par ses innovations au niveau des différentes fonctionnalités, dans un but d’économie d’énergie et de durabilité. Toutefois, les innovations peuvent mener vers des terrains inconnus, particulièrement au niveau de la maintenance long terme, et c’est ce qui est arrivé dans le cas de la MDD. Finalement, la performance énergique est beaucoup plus basse qu’anticipée, en effet la MDD consomme 2.3 fois plus d’énergie qu’anticipé. Plusieurs ajustements et améliorations ont été faits depuis, et l’efficacité énergique s’est grandement améliorée. Ces améliorations, les coûts de maintenance non prévue, la perte énergique, etc. sont très couteux et sont des sommes qui s’ajoutent au coût initial de la construction, qui était elle aussi dispendieuse.